# Iquitos
Iquitos (/ɪkɪt[invalid input: 'ɵ']s/ ⓘ) còn gọi là thành phố Iquitos, là thủ phủ của tỉnh Maynas và vùng Loreto. Là thủ phủ lớn nhất ở Peruvian Amazon, nó đứng vị trí thứ 6 trong danh sách những thành phố đông dân nhất Peru.